# Mimi Ndiweni

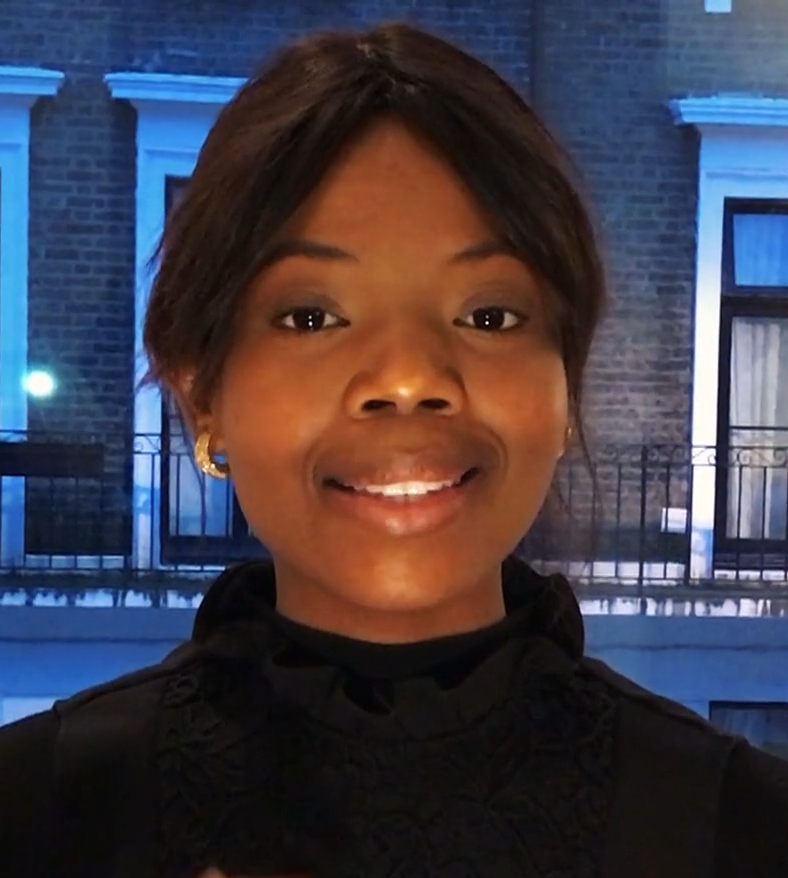
Mimi Ndiweni (2017)

Mimi Ndiweni (* 31. August 1991 als Mimî Michelle Ndiweni) ist eine britische Schauspielerin mit simbabwischen Wurzeln.
Sie wurde u. a. bekannt durch ihre Rollen als Tilly Brockless in der britischen Fernsehserie Mr Selfridge, als Ester/Jekasai in der Bühnenproduktion The Convert und als Fringilla Vigo in der Netflix-Serie The Witcher. Ndiweni hat wechselnde Synchronsprecherinnen, darunter Dana Friedrich (Black Earth Rising, The Witcher), Yvonne Greitzke (Mr Selfridge), Merete Brettschneider (Rellik) und Nurcan Özdemir (Doctor Who).

## Werdegang
Ndiweni wurde am 31. August 1991 in England geboren und wuchs in Guildford auf, der Hauptstadt der historischen Grafschaft Surrey in England. Sie besuchte für ihre Schauspielausbildung das Royal Welsh College of Music & Drama in Cardiff. Im Anschluss an diese Zeit gewann sie im Sommer 2013 den Spotlight Prize. Von der britischen Zeitung The Independent wurde sie daraufhin als „eine, die man beobachten sollte“ (englisch „One to watch“), bezeichnet.
Vergleichbar drückten es Anfang 2015 auch die Kritiker des Evening Standard aus, die in Ndiweni aufgrund ihrer Vielseitigkeit eine Schauspielerin sahen, die es zu beobachten gelte. Zu dieser Zeit arbeitete sie bereits für das Theaterensemble Royal Shakespeare Company (RSC), hatte aber noch den Freiraum, im weiteren Verlauf dieses Engagements zusätzlich eine Rolle im Film Legend of Tarzan (2016) zu übernehmen.
Für das von Mitte November 2015 bis Ende Januar 2016 gezeigte RSC-Stück Wendy & Peter Pan übernahm sie die Rolle der Tiger Lily und wurde in einer Rezension als die „eigentliche Heldin des Abends“ bezeichnet („the real heroine of the evening“). Ab Januar 2017 war sie im Londoner Gate Theatre in der weiblichen Hauptrolle als Ester/Jekasai im Stück The Convert zu sehen und im Frühjahr 2018 als Cordelia in König Lear.
Später folgten u. a. eine Nebenrolle in Star Wars: Der Aufstieg Skywalkers sowie, als Fringilla Vigo, eine tragende Rolle in der Netflix-Serie The Witcher.

## Filmografie (Auswahl)
- 2015: Cinderella
- 2016: Mr Selfridge (Fernsehserie, acht Episoden)
- 2016: Legend of Tarzan
- 2017: Doctor Who (Fernsehserie, eine Episode)
- 2017: Rellik (Fernsehserie, drei Episoden)
- 2018: Black Earth Rising (Fernsehserie, zwei Episoden)
- 2019: Star Wars: Der Aufstieg Skywalkers
- 2019: In the Long Run (Fernsehserie, Weihnachts-Special)
- seit 2019: The Witcher (Fernsehserie)

## Theater (Auswahl)
- 2015: Wendy & Peter Pan
- 2017: The Convert
- 2018: König Lear

## Auszeichnungen
- Spotlight Prize: 2013[5]